# Depuratore di San Giovanni a Teduccio
Il Depuratore di San Giovanni a Teduccio è un impianto di inertizzazione di fanghi e liquami industriali sito nel quartiere San Giovanni a Teduccio a Napoli.

## Descrizione
L'impianto, che si estende su una superficie di circa 2,4 ettari (24000 mq), ha una capacità depurativa di circa 75.000 abitanti equivalenti e una capacità massima di depurazione di 6000 m3/h. I liquami che confluiscono nell'impianto derivano per l'80% dalle aziende dell'interland, specialmente quelle impegnate nel settore tessile, e per il restante 20% da provenienza civile. La maggior parte, dunque, proviene dalle attività industriali e sono caratterizzate dalla forte presenza di tensioattivi (anionici e non ionici), oleanti tessili (oli emulsionanti utilizzati per lubrificare i macchinari e le fibre in lavorazione), coloranti, prevalentemente di natura organica, e da particelle solide sospese (pelurie e piccoli frammenti di fibra di lana, residui delle lavorazioni). L'impianto è dotato di tre condotte fognarie, di una vasca di prelievi reflui con griglia verticale a pulizia automatica, da due pompe a coclea e da altrettanti dissabbiatori.